# Goodenia janamba
Goodenia janamba är en tvåhjärtbladig växtart som beskrevs av R. Carolin. Goodenia janamba ingår i släktet Goodenia och familjen Goodeniaceae. Inga underarter finns listade i Catalogue of Life.